# Inga bollandii
Inga bollandii är en ärtväxtart som beskrevs av Thomas Archibald Sprague och Noel Yvri Sandwith. Inga bollandii ingår i släktet Inga och familjen ärtväxter. IUCN kategoriserar arten globalt som sårbar. Inga underarter finns listade i Catalogue of Life.